# حیدر لطیفیان
حیدر قلی خان لطیفیان (۱۲۵۸ –  ۵ دی ۱۲۹۴ خورشیدی / ۲۷ دسامبر ۱۹۱۵ میلادی/ ۱۹ صفر ۱۳۳۴ قمری) شناخته شده با حیدر لطیفیان، از هواداران مشروطه از حامیان حزب دموکرات عامیون (سوسیال دموکراسی ایران) و از فرماندهان جبهه خاورمیانه جنگ جهانی اول بوده‌است. او در زمان تهدید تسخیر تهران توسط نیروی زمینی امپراتوری روسیه تزاری در جنگ جهانی اول (هنگام گسیل نیروها از اطراف تهران به قم) به خاطر در هم شکستن نظریه انتقال پایتخت توسط دولت موقت مشروطه (کمیته دفاع ملی)، به ساماندهی نیروهای مقاومت و مردمی پرداخت. بعدها از نبرد صورت گرفته به نام نبرد رباط‌کریم یاد می‌شود. بر اساس تطابق تاریخی، نبرد رباط کریم و در پی آن کشته شدن او در شب اربعین حسینی اتفاق افتاد.

## زندگی

#### دوران کودکی و جوانی
حیدر لطیفیان، از خاندان لطیفیان، در روستای وهن آباد که (از نظر تقسیمات کشوری قاجار بخشی از خانات حکیم آباد شهرری بوده) به دنیا آمد. گفته شده که اصالتاً این خاندان در دوره صفویه از اهالی نوش‌آباد (از توابع آران و بیدگل) بوده‌اند که بخشی از آنان به سبب خشکسالی و قحطی در سال ۱۲۴۹ تا ۱۲۵۰ خورشیدی به روستاهای اطراف شهر ری که آب کافی داشتند مهاجرت کردند.
پدر حیدر از جمله کسانی بود که با حمایت میرزا حسین‌خان سپهسالار معروف به مشیرالدوله، در اطراف تهران سکنا گزید.

#### پیوستن به مشروطیت
حیدر در حمایت از حسین پیرنیا (مؤتمن‌الملک) که خود رئیس مجلس شورای ملی و نماینده شش دوره مجلس شورای ملی از طرف شعبه ایالت مرکزی (تهران) حزب اجتماعیون عامیون بودکوشید.

#### دولت مهاجرین
در هیئت دولت مستوفی الممالک (سال ۱۹۱۵) مسئله تغییر پایتخت پیش آمد. در همین سال قشون روسیه از قزوین به سمت تهران حرکت نمود و رسیدن آن‌ها به کرج اعلام شد.
مستوفی الممالک نخست وزیر وقت به وسیله ملک الشعرای بهار و سلیمان میرزا به کمیته حزب دموکرات محرمانه دستور داد که به قم بروند. ژاندارمری با مهمات و سفیرهای متحدین و آلمان و شماری از نمایندگان مجلس و مردم به قم رفتند.
حیدر به همراه بقیه دموکرات‌ها که از مخالفان اشغال ایران توسط روسیه و بریتانیا بودند، به طرف قم حرکت کردند. به حمایت از کمیته مهاجرت یا کمیته دفاع ملی شامل سلیمان میرزا، سیدحسن مدرس، ادیب‌السلطنه سمیعی،  قاسم خان صوراسرافیل، محمدعلی خان فرزین، علی‌اکبر دهخدا، طاهر تنکابنی و…، حیدر لطیفیان به همراه جمعی از اهالی با شناختی که از موقعیت جغرافیایی منطقه داشت، به ساماندهی نیروهای مردمی مقاومت علیه قوای روسی پرداخت.

#### مبارزه علیه اشغال ایران
روسیه در آن زمان همسایه شمالی ایران بود و در دوره قاجار جنگ های زیادی با ایران داشت. نیروهای انگلیسی در جنوب و جنوب شرق ایران با تصرف بخشهایی از خاک ایران به بهانه حفظ منافع ایرانیان باعث نارضایتی ایرانیان شده بودند. در طول جنگ جهانی اول، علیرغم اعلام رسمی بی طرفی ایران، دو کشور انگلیس و روسیه به دلیل عدم اعتماد باعث نقض حاکمیت ارضی شدند.
روسیه به ایران اولتیماتوم داد تا ویلیام مورگان شوستر (وکیل آمریکایی) را اخراج کند. با این حال، پس از خروج وی، روسیه همچنان به نفوذ خود در ایران ادامه داد. روسیه که پیش از این مجلس شورای ملی را تهدید کرده بود با نزدیک شدن به تهران (پایتخت ایران) باعث بحرانی شدن اوضاع تهران و انحلال مجلس شد. همزمان با انحلال مجلس، روسیه اعلام کرد که کاری به سلطنت ندارد. اما نخست وزیر با حضور بسیاری از نمایندگان مجلس کابینه جدیدی را تشکیل داد و مقر دولت را برای مقابله با متجاوزان از تهران به قم منتقل کرد. از این منظر به آنها کمیته دفاع ملی یا دولت مهاجر می گویند. پس از تصرف تهران به دست روس ها، اداره سایر مناطق آزاد کشور همچنان بر عهده دولت مهاجر بود. این موضوع باعث ناراحتی روس ها شد. لذا برای نابودی کامل دولت (مهاجر) ایران به قم لشکر کشی کردند
فرمان‌های عالی جنگ جهانی اول (از جمله نقض حاکمیت ملی ایران) توسط روسیه پس از مرداد ۱۲۹۴ (آگوست ۱۹۱۵) توسط آخرین امپراتور و فرمانروای مطلق سراسر روسیه، تزار نیکولای دوم صادر می‌شد. همچنین فرمانده سابق ارتش روسیه، گراند دوک نیکلا نیکلایویچ (پسرعموی تزار) به معاونت فرماندهی کل و فرماندهی ارتش جنوب و قفقاز منصوب شد. همچنین، ژنرال توماس نازاربکیان با ساماندهی نیروهای ارمنی در اشغال مرکز ایران نقش داشت.
حدود هشت‌هزار تا نه هزار سرباز روسی به‌منظور حفظ جان و مال اتباع روسیه در چهار مرحله وارد ایران شدند. در اواسط آبان ۱۲۹۴ (نوامبر ۱۹۱۵)، ژنرال یودنیچ که فرماندهی کمپین قفقاز را بر عهده داشت، دو ستون را به آذربایجان ایران اعزام کرد. یکی از آنها به فرماندهی ژنرال نیکولای باراتوف دستور داشت که به سمت جنوب غربی به سمت همدان و کرمانشاه پیش برود و راه را برای بغداد باز کند. ستون دوم از راه قم و کاشان به سمت اصفهان پیش رفت. یک دسته دیگر از ارتش قفقاز روسیه به سمت تهران حرکت کرد. در ۲۲ آبان (۱۴ نوامبر)، وزرای اتریش-مجارستان و آلمان، تهران را ترک کردند. حیدر و همراهان همراه سایر نیروهای ایرانی متشکل از۶۰۰۰ ژاندارمری ایرانی، حدود ۳۰۰۰ تن از نیروهای نامنظم تهرانی و تعدادی از عشایر ناراضی فارس (نیروی تقریباً ۱۵۰۰۰ نفری در این شهر) متعهد شد که نقاط استراتژیک را حفظ کند. با این وجود، در اوایل آذرماه، تهران توسط ارتش قفقاز روسیه و داوطلبان ارمنی متحد آن تصرف شد.

#### آخرین مبارزه
پس از فتح تهران، اتحاد نیروهای ایرانی گسسته شد. با این‌حال، بخشی از نیروها با خارج شدن از تهران، در پی ایجاد مقاومت مجدد شدند. به همین دلیل قوای روسیه که وارد ایران شدند، تا رباط کریم آمدند چرا که می‌خواستند نفوذ کمیته دفاع ملی را بشکنند.حسن اعظام قدسی (اعظام الوزارة) درکتاب خاطرات خود به نام «خاطرات من» در مورد نخستین برخورد نظامی روس‌ها با نیروهای ملی می‌نویسد:
«... قشون روس از یک طرف به روستای کُلمه (شهرک فجر، نسیم‌شهر) که بین راه رباط کریم به تهران واقع است می‌رسد، و مبارزین محلی از سه طرف محاصره می‌شوند روس‌ها تقریباً از یک فرسنگی شروع به بمباران منطقه می‌کنند، تا نزدیک غروب سنگرهای مبارزین محلی باتوپ بمباران می‌شود. ولی همهٔ افراد جان سالم به در می‌برند. اما هنگام غروب سواران پیاده‌نظام قشون روس نزدیکتر می شوندو جنگ با شمشیر آغاز و بعد از زد و خوردی خونین ۷۰ نفر کشته می‌شوند... حیدر لطیفیان نیز همانند بقیه همرزمان خود کشته شد. براساس روایات مردمان محلی روس‌ها با بریدن سرهای کشتگان، تشخیص اجساد را دشوار کردند. تنها جسد قابل شناسایی حیدر لطیفیان بود که جسد او را در اطراف امامزاده در شمال روستای وهن آباد به خاک سپردند.

## زمان نبرد
براساس گزارش های غربی، در ۲۷ دسامبر ۱۹۱۵، در نزدیکی روستای رباط‌کریم حدود ۲۵ مایلی جنوب غرب تهران، قزاق‌های روس ژاندارم‌های ایرانی و مجاهدین را شکست دادند. بر اساس تطابق تاریخی، نبرد رباط کریم و در پی آن کشته شدن او در  ۱۹ صفر ۱۳۳۴ قمری و برابر با شب اربعین حسینی اتفاق افتاد.

## یادبودها

### مزار
پیکر او را در دامنه ی یکی از تپه های باستانی معمورین در اطراف بقعه ی امامزادگان عین و غین به خاک سپردند. گفته شده در گذشته مردم محلی با توجه به اعتقاد به شهادت او، بسیار آن مکان را گرامی داشته اند. به مرور زمان و با توجه به تخریب قبرستان تاریخی اطراف امامزادگان توسط مسئولین وقت در دهه 1395 خورشیدی به بهانه ی بازسازی و نوسازی آستان امامزادگان، مزار او به همراه سایر قبرهای تاریخی تخریب شده و تنها عده ی اندکی از محل دقیق آن با خبر هستند.

### شعر
گفته شده میرزاده عشقی در غزل چکامه جنگ خود در رابطه با جنگ جهانی اول، درباره نظام السلطنه و حیدر چنین سروده:
| یک سوی تیغ روس، رسیدست تا کرند         |  | با آن رسوم وحشی و آئین بربری       |
| یک سو به خانقین، کشیدست انگلیس         |  | تیغی که دارد، آهنش آب مزوری...     |
| چیزی نماند کاین دو، به هم در رسند و ما |  | هر یک نشان شویم، به صد پاره پیکری  |
| هر چند کافی است پی رفع این دو تیغ      |  | تنها «نظام السلطنه» با «تیغ حیدری» |

## نگارخانه

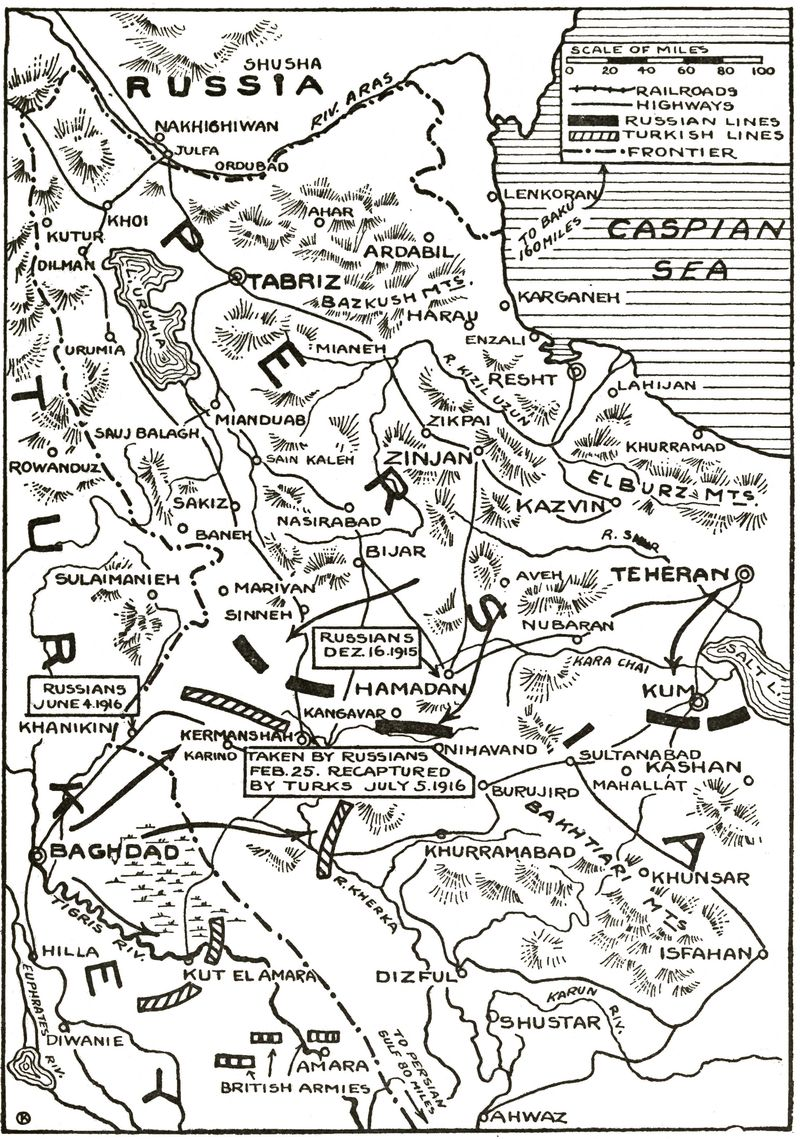
پیشروی روسیه و ترکیه در ایران در سالهای 1915-1916. از جی. رینولدز، آلن ال. چرچیل، فرانسیس ترولیان میلر (ویرایشگران): "داستان جنگ بزرگ، جلد پنجم" نیویورک
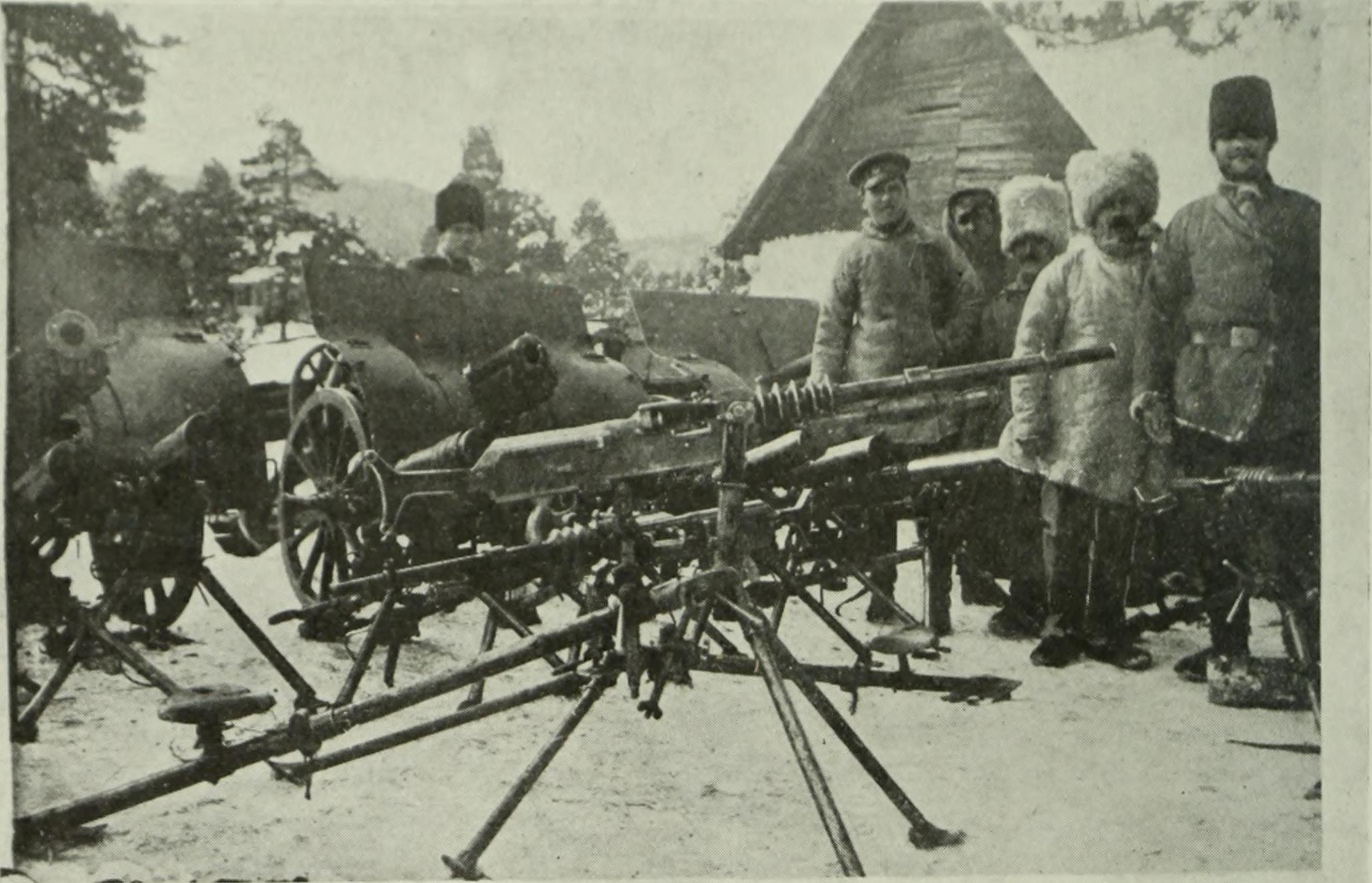
سلاح هاچکینز مورد استفاده روسیه در تسخیر ایران (۱۹۱۴)، دیجیتالی کردن حامی: دانشگاه تورنتو
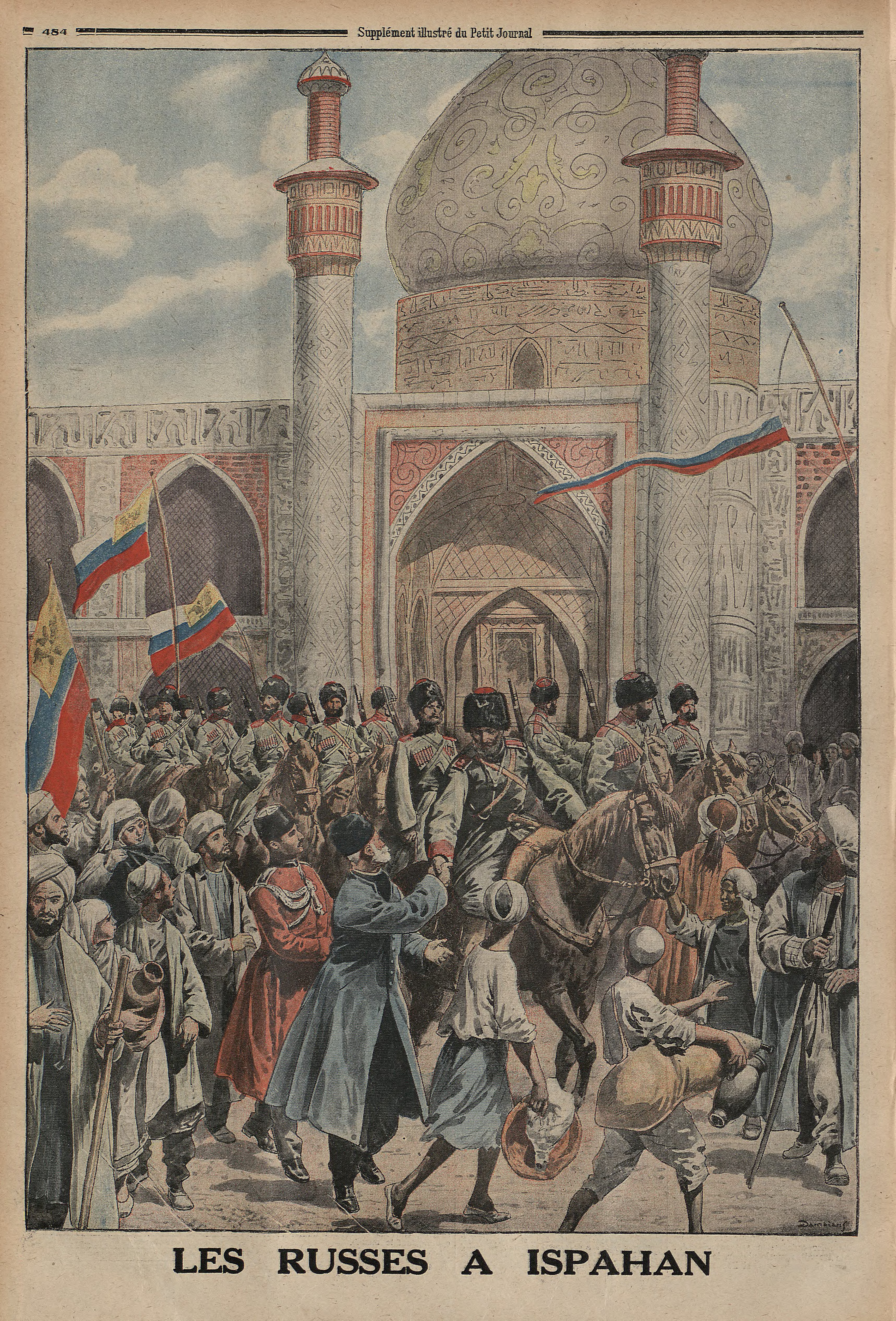
ورود نیروهای روس پس از پیروزی در نبرد رباط‌کریم به اصفهان؛ منتشر شده در مجله فرانسوی لوپتیت